# Anele Ngcongca
Calvin Anele Ngcongca, född 21 oktober 1987 i Kapstaden, död 23 november 2020 i KwaZulu-Natal, var en sydafrikansk fotbollsspelare som spelade för Mamelodi Sundowns och senare för det sydafrikanska landslaget.

## Landslagskarriär
Ngcongca gjorde sin landslagsdebut mot Japan i november 2009. Han var uttagen i Sydafrikas trupp till VM i fotboll 2010.